# Torreiglesias
Torreiglesias er en by og kommune i det centrale Spanien i provinsen Segovia. Den har et indbyggertal på 256 (2024) indbyggere.